# Bisaltes sautierei
Bisaltes sautierei är en skalbaggsart som beskrevs av Fortuné Chalumeau och Touroult 2004. Bisaltes sautierei ingår i släktet Bisaltes och familjen långhorningar.
Artens utbredningsområde är Guadeloupe. Inga underarter finns listade.